# National Football League 1971
La stagione NFL 1971 fu la 52ª stagione sportiva della National Football League, la massima lega professionistica statunitense di football americano. La finale del campionato, il Super Bowl VI, si disputò il 16 gennaio 1972 al Tulane Stadium di New Orleans, in Louisiana e si concluse con la vittoria dei Dallas Cowboys sui Miami Dolphins per 24 a 3. La stagione iniziò il 19 settembre 1971 e si concluse con il Pro Bowl 1972 che si tenne il 23 gennaio al Los Angeles Memorial Coliseum.
In questa stagione i Boston Patriots cambiarono la loro denominazione in New England Patriots dopo lo spostamento della loro sede allo Schaefer Stadium di Foxborough, in Massachusetts.

## Modifiche alle regole
- Venne deciso di non assegnare un time out ad una squadra per l'infortunio di un giocatore a meno che questo non si verifichi dopo il two-minutes warning.

## Stagione regolare
La stagione regolare si svolse in 14 giornate, iniziò il 19 settembre e terminò il 19 dicembre 1971.

### Risultati della stagione regolare
- V = Vittorie, S = Sconfitte, P = Pareggi, PCT = Percentuale di vittorie, PF = Punti Fatti, PS = Punti Subiti
- La qualificazione ai play-off è indicata in verde
- Nota: nelle stagioni precedenti al 1972 i pareggi non venivano conteggiati nel calcolo della percentuale di vittorie.

| AFC East             |    |    |   |     |     |     |
| Squadra              | V  | S  | P | PCT | PF  | PS  |
| (*) Miami Dolphins   | 10 | 3  | 1 | 769 | 315 | 174 |
| (*) Baltimore Colts  | 10 | 4  | 0 | 714 | 313 | 140 |
| New England Patriots | 6  | 8  | 0 | 429 | 238 | 325 |
| New York Jets        | 6  | 8  | 0 | 429 | 212 | 299 |
| Buffalo Bills        | 1  | 13 | 0 | 71  | 184 | 394 |

| NFC East                |    |    |   |     |     |     |
| Squadra                 | V  | S  | P | PCT | PF  | PS  |
| (*) Dallas Cowboys      | 11 | 3  | 0 | 786 | 406 | 222 |
| (*) Washington Redskins | 9  | 4  | 1 | 692 | 276 | 190 |
| Philadelphia Eagles     | 6  | 7  | 1 | 462 | 221 | 302 |
| Saint Louis Cardinals   | 4  | 9  | 1 | 308 | 231 | 279 |
| New York Giants         | 4  | 10 | 0 | 286 | 228 | 362 |

| AFC Central          |   |    |   |     |     |     |
| Squadra              | V | S  | P | PCT | PF  | PS  |
| (*) Cleveland Browns | 9 | 5  | 0 | 643 | 285 | 273 |
| Pittsburgh Steelers  | 6 | 8  | 0 | 429 | 246 | 292 |
| Houston Oilers       | 4 | 9  | 1 | 308 | 251 | 330 |
| Cincinnati Bengals   | 4 | 10 | 0 | 286 | 284 | 265 |

| NFC Central           |    |   |   |     |     |     |
| Squadra               | V  | S | P | PCT | PF  | PS  |
| (*) Minnesota Vikings | 11 | 3 | 0 | 786 | 245 | 139 |
| Detroit Lions         | 7  | 6 | 1 | 538 | 341 | 286 |
| Chicago Bears         | 6  | 8 | 0 | 429 | 185 | 276 |
| Green Bay Packers     | 4  | 8 | 2 | 333 | 274 | 298 |

| AFC West               |    |   |   |     |     |     |
| Squadra                | V  | S | P | PCT | PF  | PS  |
| (*) Kansas City Chiefs | 10 | 3 | 1 | 769 | 302 | 208 |
| Oakland Raiders        | 8  | 4 | 2 | 667 | 344 | 278 |
| San Diego Chargers     | 6  | 8 | 0 | 429 | 311 | 341 |
| Denver Broncos         | 4  | 9 | 1 | 308 | 203 | 275 |

| NFC West                |   |   |   |     |     |     |
| Squadra                 | V | S | P | PCT | PF  | PS  |
| (*) San Francisco 49ers | 9 | 5 | 0 | 643 | 300 | 216 |
| Los Angeles Rams        | 8 | 5 | 1 | 615 | 313 | 260 |
| Atlanta Falcons         | 7 | 6 | 1 | 538 | 274 | 277 |
| New Orleans Saints      | 4 | 8 | 2 | 333 | 266 | 347 |

## Play-off
I play-off iniziarono con i Divisional Playoff il 25 e 26 dicembre 1971, i Conference Championship Game si giocarono il 2 gennaio 1972. Il Super Bowl VI si giocò il 16 gennaio al Tulane Stadium di New Orleans.

### Incontri
|  | Divisional Play-off | Divisional Play-off | Divisional Play-off |        |               | Conference Championship | Conference Championship | Conference Championship |  |  | Super Bowl VI | Super Bowl VI | Super Bowl VI |  |
|  |                     |                     |                     |        |               |                         |                         |                         |  |  |               |               |               |  |
|  | Washington          | Washington          | 20                  |        |               |                         |                         |                         |  |  |               |               |               |  |
|  | Washington          | Washington          | 20                  |        |               |                         |                         |                         |  |  |               |               |               |  |
|  | San Francisco       | San Francisco       | 24                  |        |               |                         |                         |                         |  |  |               |               |               |  |
|  | San Francisco       | San Francisco       | 24                  |        | San Francisco | San Francisco           | 3                       |                         |  |  |               |               |               |  |
|  |                     |                     |                     |        | San Francisco | San Francisco           | 3                       |                         |  |  |               |               |               |  |
|  |                     |                     | Dallas              | Dallas | 14            |                         |                         |                         |  |  |               |               |               |  |
|  | Dallas              | Dallas              | Dallas              | Dallas | 14            | 20                      |                         |                         |  |  |               |               |               |  |
|  | Dallas              | Dallas              |                     |        |               |                         |                         |                         |  |  |               |               |               |  |
|  | Minnesota           | Minnesota           | 12                  |        |               |                         |                         |                         |  |  |               |               |               |  |
|  | Minnesota           | Minnesota           | 12                  |        | Dallas        | Dallas                  | 24                      |                         |  |  |               |               |               |  |
|  |                     |                     |                     |        |               |                         |                         |                         |  |  |               |               |               |  |
|  |                     |                     | Miami               | Miami  | 3             |                         |                         |                         |  |  |               |               |               |  |
|  | Baltimore           | Baltimore           | Miami               | Miami  | 3             | 20                      |                         |                         |  |  |               |               |               |  |
|  | Baltimore           | Baltimore           |                     |        |               |                         |                         |                         |  |  |               |               |               |  |
|  | Cleveland           | Cleveland           | 3                   |        |               |                         |                         |                         |  |  |               |               |               |  |
|  | Cleveland           | Cleveland           | 3                   |        | Baltimore     | Baltimore               | 0                       |                         |  |  |               |               |               |  |
|  |                     |                     |                     |        | Baltimore     | Baltimore               | 0                       |                         |  |  |               |               |               |  |
|  |                     |                     | Miami               | Miami  | 21            |                         |                         |                         |  |  |               |               |               |  |
|  | Miami               | Miami               | Miami               | Miami  | 21            | 27                      |                         |                         |  |  |               |               |               |  |
|  | Miami               | Miami               |                     |        |               |                         |                         |                         |  |  |               |               |               |  |
|  | Kansas City         | Kansas City         | 24                  |        |               |                         |                         |                         |  |  |               |               |               |  |

Nota: Gli accoppiamenti nei Divisional playoff venivano stabiliti mediante criteri di rotazione.

### Vincitore
| Vincitori del Super Bowl VI Dallas Cowboys 1º titolo |

## Premi individuali
| MVP della NFL              | Alan Page, Defensive tackle, Minnesota    |
| Allenatore dell'anno       | George Allen, Washington                  |
| Difensore dell'anno        | Alan Page, Defensive tackle, Minnesota    |
| Rookie offensivo dell'anno | John Brockington, Running Back, Green Bay |
| Rookie difensivo dell'anno | Isiah Robertson, Linebacker, L.A. Rams    |